# Arles
|  | Aquest article tracta sobre la vila nord-catalana. Vegeu-ne altres significats a «Arles (desambiguació)». |

Arles (['arləs], oficialment en francès Arles-sur-Tech i, per calc del francès, Arles de Tec) és una vila i comuna a la comarca del Vallespir, a la Catalunya del Nord.
El terme comprèn la vila d'Arles, l'antic poble de Fontanills, que havia disposat de comuna pròpia independent, i els veïnats de l'Alzina Rodona, la Batllia d'Avall i Can Partera, a més de molts masos.
Joan Salvat-Papasseit li va dedicar el poema Vileta d'Arles diumenge a la tarda, publicat a la seva obra pòstuma Óssa Menor (1925).

## Etimologia
Atès que les documentacions més antigues donen la forma Arulas, Joan Coromines explica l'origen del topònim Arles a partir del diminutiu en -ula del mot llatí ara (altar), explicable per l'abundor de petits llocs de culte tant en l'antiguitat romana, a l'entorn de les termes de la zona, com en l'alta edat mitjana, amb la implantació del cristianisme.

## Geografia

Situació de la comuna d'Arles en el Vallespir

El terme comunal d'Arles, de 288.200 hectàrees d'extensió, està situat a la zona central de la comarca del Vallespir. És a totes dues bandes del Tec: el terme original d'Arles era a l'esquerra, però amb l'agregació el 1823 de l'antiga comuna de Fontanills, situada a la dreta del Tec, la nova comuna s'estengué cap a les dues bandes.
L'antic terme d'Arles està migpartit per un dels contraforts sud-orientals del Canigó, el que davalla del Roc Rodon. A banda i banda d'aquesta carena es troben, al costat sud-oest, la vall del Riuferrer, i al nord-oest, la de la Ribera de Bonabosc, que, de fet, només pertany a Arles en el seu tram final: Anteriorment, aquesta ribera ha fet de termenal entre Arles i Montboló i, encara anteriorment, discorria per l'interior del terme de Montboló. El Riuferrer, que neix a l'extrem occidental del terme de Cortsaví, també pertany a Arles en el seu tram final, després d'haver de termenal entre Cortsaví i Arles un breu tram.
L'antic terme de Fontanills, a la dreta del Tec, conté la zona més muntanyosa de l'actual terme d'Arles, ja que davalla de la carena que separa Arles de Sant Llorenç de Cerdans, que assoleix els 1.310,2 m alt al Puig de la Senyoral i els 1.103 al Puig de l'Estella.
| Cortsaví   | Montboló                |                             |
| Montferrer |                         | Els Banys d'Arles i Palaldà |
|            | Sant Llorenç de Cerdans |                             |

### La vila d'Arles

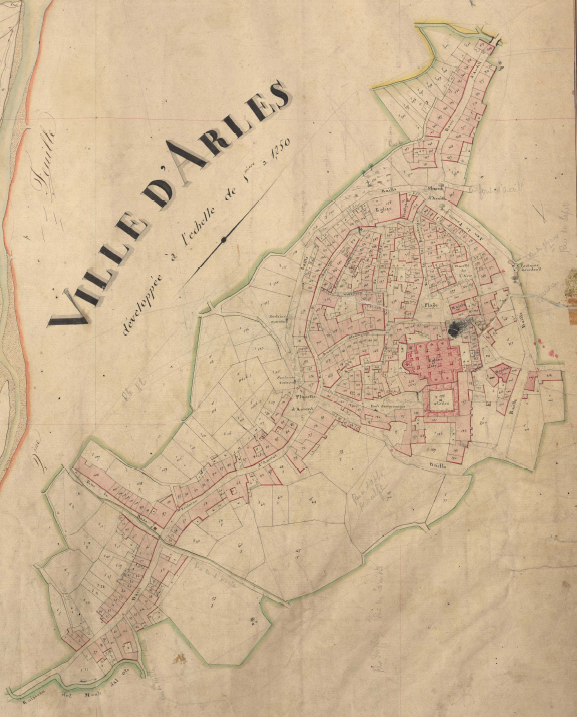
Arles en el Cadastre napoleònic del 1812 (Arxius Departamentals dels Pirineus Orientals, ADPO)

La vila d'Arles deu els seus orígens al petit agrupament creat a l'entorn de l'església parroquial de Sant Esteve d'Arles, però aviat, amb el trasllat del monestir des del seu emplaçament original, als Banys d'Arles, a la plana contigua a l'església de Sant Esteve, l'abadia de Santa Maria d'Arles va esdevenir el centre a l'entorn del qual s'anà aglutinant la població, que ja al segle xiii era emmurallada. En època moderna fou, a més utilitzada com a plaça forta, atesa la proximitat de la frontera i els conflictes entre les monarquies espanyola i francesa. Està situada en un pla a l'esquerra del Tec, en l'única zona plana de tota la comuna, d'orografia molt accidentada, al nord-est d'on el Riuferrer, o Riu Ferrer, aflueix en el Tec. En el sector nord de la vila, dins del recinte fortificat, hi ha l'antiga església parroquial del terme forà d'Arles, dedicada a Sant Salvador. Dins del nucli de població hi ha també la capella de Sant Abdó i Sant Senén.
El poble antic està molt ben delimitat pel seu mateix traçat urbanístic. Tanmateix, al voltant del monestir de Santa Maria es dibuixa bona part de l'antiga cellera d'on sorgí la vila. La vila d'Arles es començà a engrandir a partir dels ravals formats al llarg del camí ral de Prats de Molló a Ceret i Perpinyà, com encara es pot apreciar clarament avui dia. A partir d'ells, la plana on està situada la vila es va anar omplint de primer de veïnats (el Barri d'Avall, el Barri d'Amunt, la Farga, el Molí de l'Oli, Ribamala...), més modernament d'urbanitzacions. A ran de l'extensió de la vila enllà del recinte murat es traslladà el cementiri vell, a prop de l'església de Sant Salvador, al cementiri nou actual, més al nord-est, a la dreta de la Ribera de Bonabosc.
Al sud de la vila, en una zona on des de finals del segle xix es van construir algunes vil·les, hi ha la Vil·la dels Indis, actual seu del govern municipal d'Arles.

### Sant Pere de Riuferrer
L'església de Sant Pere és l'església documentada més antigament del terme d'Arles. Tot i que és cronològicament anterior a l'establiment del monestir de Santa Maria d'Arles, amb el pas del temps va esdevenir un priorat que en depenia. Tot i que hi ha indicis que arribà a formar una cellera agrupada a l'entorn de l'església, ara per ara no s'han trobat vestigis que ho corroborin. Actualment no hi ha poble en les proximitats de l'església. A Riuferrer hi ha un dels dos càmpings de la comuna. És al nord-oest de la vila d'Arles.

### Fontanills

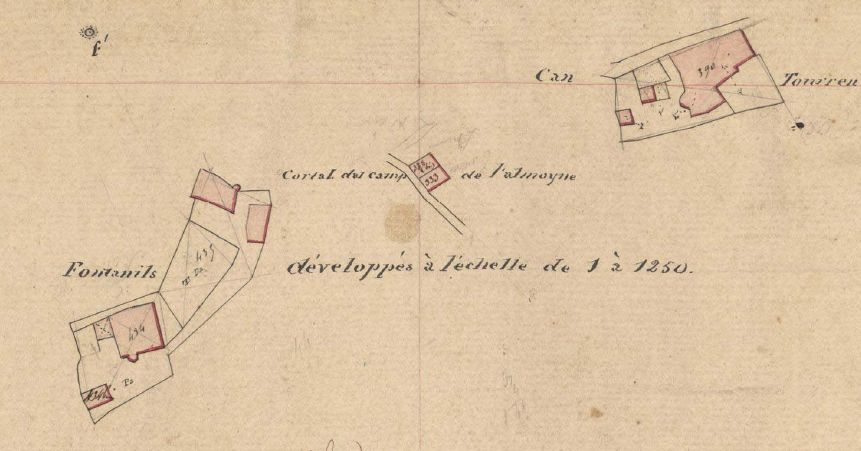
Fontanills en el Cadastre napoleònic del 1812 (ADPO)

L'antic terme de Fontanills fou comuna independent en un breu període entre la Revolució Francesa i el 1832, moment en què va ser annexada a Arles. Ocupava quasi tot l'actual terme d'Arles situat a la dreta del Tec, i un petit territori a l'esquerra a l'extrem sud-occidental del terme, on es troba Can Partera, el Molí d'en Camps i el Pas del Llop, entre el riu i els actuals termes dels Banys d'Arles i de Sant Llorenç de Cerdans. La seva església fou, molt possiblement, la de la Santa Creu de Quercorb. Era un terme sense nucli agrupat, d'hàbitat dispers, situat a la dreta del Tec, a la zona muntanyosa del sud-est i est de la vila d'Arles, a l'altre costat del Tec. L'església de la Santa Creu rep el nom del desaparegut Castell de Quercorb, desaparegut.

### L'Alzina Rodona
L'Alzina Rodona és un veïnat nascut al llarg de la carretera general a partir del darrer terç del segle xx, al límit amb els Banys d'Arles, en aquest veïnat hi ha un dels dos càmpings de la comuna, així com un camp de golf.

### Can Partera
És el veïnat més allunyat del nucli principal de la vila d'Arles. És a l'esquerra del Tec, en terres envoltades pel terme de Montferrer, al llarg de la carretera general del Vallespir en direcció a Prats de Molló.

### La Batllia d'Avall
Veïnat situat al sector nord-est del terme, en el vessant occidental del territori de Fontanills, davant i a l'est del Barri d'Avall de la vila d'Arles, que és l'extrem nord-est del nucli urbà de la vila.

### El Bernadó, o Can Truja
A l'esquerra del Tec, a prop del termenal amb Montboló (el terç de més al nord-est del barri hi pertany) hi ha el veïnat del Bernadó, o de Can Truja.

### El Pont Nou
A prop del Bernadó, a ponent de l'Alzina Rodona, hi ha el Pont Nou, amb un petit veïnat en el seu entorn.

### Altres veïnats
Al sud-oest del terme, a la dreta del Tet, ran del Còrrec de Gargamós, hi ha la masia del Mas d'en Camps, amb la capella de Sant Joan Evangelista del Mas d'en Camps. Es tracta d'una masia antigament important, amb molí propi (el Molí d'en Camps), a la vall del còrrec esmentat, on també hi ha les masies de les Llasseres, el Boix i el Prat del Boix.
A prop i al sud-est d'Arles, també a prop de la Santa Creu de Quercorb hi ha els veïnats de la Batllia d'Amunt i la Batllia d'Avall,

### Les urbanitzacions més recents
El creixement produït els darrers anys del segle XX i primers del XXI ha generat nous veïnats, com a la majoria de pobles de la Catalunya del Nord. Veïnats en forma d'urbanitzacions de traçat laberíntic, per tal que no siguin lloc de pas del gran trànsit: el Mas d'en Pluma, Can Partera, el Pas del Llop, etc.

### Els masos del terme
Entre els masos i construccions aïllades del terme d'Arles es troben els masos de les Abadies, el Boix, abans el Boix del Freixe, el Bonabosc, el Calciner, o Mas del Calciner, Can Beget, Can Boixeda, Can Comes, abans Can Blanc, Can Centenac, abans Ca n'Anglada, Can Damer, Can Fort, Can Galí, Can Guillat, Can Panna, Can Rigall, abans Can Torrent, Can Risan, abans Cortal d'en Rigall, Can Sorra, abans Can Cabanes, Can Tiburci, abans Mas d'en Tiburci, Can Torre, Can Truja, Can Valent, abans Cortal d'en Comalls, Can Vila, la Casa Nova (dos de diferents amb el mateix nom), la Casassa, al costat de la Central Elèctrica, le Château Bleu, el Clot d'en Guàrdia, Codalet, o Codalet dels Banys, el Cortal d'en Delclòs, el Cortal d'en Meler, el Cortal d'en Vila-seca, el Cortalot, abans Cortal d'en Dofiagues, Falgars, la Farga d'Arles, la Farga Nova d'en Panna, Fontanills, les Llaceres, la Llodriguera, el Mas de la Cogullada, o, simplement, la Cogullada, el Mas del Camp del Perer, el Mas del Riuferrer, o Riu Ferrer, el Mas d'en Camps, el Mas d'en Draguines, el Mas d'en Ploma, el Mas d'en Trafica, el Mas d'en Vinyes, el Mas Nou d'Eixena, el Mas Palanca, el Molí d'Amunt, el Molí de la Vila, el Molí d'en Biusà, el Molí d'en Camps, dos molins anomenats tots dos el Molinàs, el Molinot (mas), el Prat de del Boix, abans Cortal del Boix del Freixe, la Rià, el Ripoll, Sant Pere, abans Cortal de Sant Pere, la Senyoral, les Terrades, la Teuleria i el Ventós.
Són desapareguts Can Baptista, Can Guàrdia, Can Maineris, Can Mixau, el Casot d'en Blanquer, el Casot d'en Contraire, el Casot d'en Delclòs, el Casot d'en Dofiagues, el Casot d'en Lafont, el Casot d'en Noell, el Casot d'en Perer, el Casot d'en Pujada, el Casot d'en Santgermà, el Casot d'en Tell, el Cortal del Camp de l'Almoina, el Cortal del Pla de l'Om, o d'en Paraire, el Cortal d'en Baptista, el Cortal d'en Comalls, el Cortal d'en Faig, el Cortal d'en Julià, el Cortal d'en Meler (diferent de l'anterior), el Cortal d'en Nogueres, el Cortal d'en Roure, el Cortal d'en Serradell, el Martinet d'en Jaumilló, el Mas de la Guàrdia, o d'en Bianya, el Mas del Fabre, el Mas del Lledó, el Mas de Sant Pere, noms ja en desús, Can Bià, desaparegut, i Can Rei, l'Estació de Jacotí, el Mas de la República, el Mas Nou d'en Serradell i la Torre, masos en ruïnes i dos forns antics de calç. A més, compartida amb els Banys d'Arles hi ha la Bateria de Santa Engràcia.
En el terme hi ha tres oratoris: un anomenat simplement així, Oratori, l'Oratori del Grau de les Bèsties i l'Oratori de Sant Abdó i Sant Senén (un quart oratori existent, el de la Mare de Déu dels Préssecs és al Barri d'Avall). La capella de Santa Engràcia del Pont és desapareguda. També hi ha un Pou de gel.

### Hidrografia

#### Cursos d'aigua
El terme d'Arles es pot descriure a partir de la divisió en dues parts: l'esquerra i la dreta del Tec, sempre amb aquest riu com a eix principal. A l'esquerra del Tec es troben dues valls principals, la de la del Riuferrer i la de la Ribera de Bonabosc. En tots dos casos, només el tram final pertany al terme d'Arles, ja que el primer ve del terme de Cortsaví, i la segona, del de Montboló. Abans de la vall del Riuferrer arriben al Tec els còrrecs de la Font del Pont, de la Pedramala, de la Barda i de la Coma del Forn, a la zona de Can Partera.
Dins del terme d'Arles, el Riuferrer, o Riu Ferrer, rep per l'esquerra, de nord-oest a sud-est, la Ribera del Freixe, que hi aporta els còrrecs dels Barbols i de les Llimpes, el Còrrec del Pla de la Cabra, el del Bosc Negre, el de la Llodriguera, el de la Coma Gimbrer, el de la Solana del Riuferrer, el del Quintà, el del Bosquet, just a ponent de la vila d'Arles, i per la dreta, els còrrecs del Mas del Comú, del Güell, de la Font del Pinyoc, de la Castanyereda de la Castella, de Can Comes (tots aquests procedents de Cortsaví), de la Covata, de la Castanyereda Rodona, de la Calcina, de Can Tiburci, els Còrrecs del Bac de Sant Pere, el Còrrec del Camp Llarg, del Solà de Puig Capell, just al nord-oest de la vila. Directament al Tec s'aboquen els curts còrrecs del Solà d'en Cadós i el del Mas d'en Ploma.
Sempre a l'esquerra del Tec, a la zona nord i nord-est del terme es troba el Còrrec del Bac de Cogullera, més al nord-est la Ribera de Bonabosc, que dins del terme d'Arles rep les afluències dels còrrecs de les Fenolleres, de Can Darner i de Can Vila i més al nord-est, a la zona del Bernadó, el Còrrec de la Cogullada i el Còrrec del Puig de Rossa.
La dreta del riu recull tot de petites valls que baixen de´la carena límit entre Arles i Sant Llorenç de Cerdans. De sud-oest a nord-est, i després cap a l'est, arriben al Tec els còrrecs de la Botella, a l'extrem sud-oest del terme, de Gargamós, que hi aporta els còrrecs de les Llaceres, del Coll del Tell, dels Burgals, de la Font dels Noguers, del Ripoll, de la Casa Nova, del Ventós, de la Senyoral, el còrrec més llarg de tot, que duu els còrrecs del Camp del Falguer, del Malpàs, del Perolet, de la Garsa, de Can Guillat, de la Closa, de la Font del Camp del Pi, de la Jaça de la Mistarnot, del Bac de l'Era, del Solà de Mundó, de la Coma, amb el dels Aiguals, de les Batllies, amb els del Mas Nou d'en Serradell, el del Clot de Dalt i el del Pla del Cortalet, el del Mas d'en Draguines, el del Calciner, amb el d'en Sollut, el Còrrec Fosc, el de Codalet, el del Collet de les Forques i, a l'extrem nord-est, el de la Collada.
La zona plana del terme, on hi ha la vila, conté alguns canals d'irrigació de la zona de regadiu del terme, i, antigament, de les farques i dels molins: Rec del Barri d'Avall, el del Mas del Riuferrer, els Recs del Bonabosc, el Rec del Mas d'en Camps, el de Can Boixeda, el de Can Centenac, el de Can Sorra, el de Can Tiburci, el de Can Vila, el de Dessús la Vila, el de l'Abadia d'en Romeu, el de la Casassa, el de la Farga, el de la Farga dels Banys, el de la Fargassa, el de la Jaça dels Folls, el del Calciner, o de la Batllia d'Avall, el del Camp de l'Abat, el del Camp de l'Almoina, el del Cortal d'en Dofiagues, el de les Llaceres, el del Martinet d'en Jaumilló, el del Mas d'en Palanca, el del Mas d'en Ploma, el del Molí, el del Molí d'Amunt, el del Molí de la Vila, el del Molí de l'Oli, el del Molí d'en Camps, el del Molinot, el del Pla del Bernadó, el del Prat Gros de les Castelles i el del Regatiu del Calciner.

#### Altres elements hidrogràfics
A Arles hi ha un Passallís (gual), i un salt d'aigua, el Salt de la Maria Valenta.

### Orografia
Alguns dels topònims d'Arles indiquen formes de relleu, com obagues: Bac de Cogullera, Bac de la Cogullada, Bac de la Coma, Bac del Bonabosc, Bac de Puig Socarrat, Bac de Sant Pere; boscs: el Bosc Comunal d'Arles, el Bosc de la Grifa, el Bosc Departamental del Puig de l'Estella, el Bosc Negre (dos de diferents amb el mateix nom); Clots: la Clota, el Clot de Dalt, el Clot d'en Guàrdia; colls: la Collada de Santa Engràcia, Coll de l'Ànsia, Coll de la Senyoral, Coll de l'Espinàs, Coll del Tell, Coll d'en Gros, Coll de Paracolls, Collet de les Forques, Coll Petit del Tell; costes: la Costa de Cortsaví; muntanyes: Pic de Bau, el Piló de Bellmaig, Puig de Capell, Puig de Cogullera, Puig de la Senyoral, Puig de la Serra de Montner, Puig de les Àligues, Puig o Pic dels Sarraïns, Puig de l'Estella, Puig Oriol (nom ja en desús); plans: Pla Bernadó, Pla de Dalt, Pla de la Clota, Pla de l'Om, Pla d'en Cortalet, Pla d'en Torre, Pla de Sant Jaume; serres i serrats: Serra de Montner, Serra de la Garsa, Serrat de Dona Pa, Serrat de les Forques, Serrat del Pla d'en Dofiagues, Serrat dels Sarraïns, Serrat d'en Magret i Serrat de Puig Sec; solanes: Solà de Cogullera, Solà de Bonabosc, Solà del Vinyer de Bonabosc, abans Can Lleres, Solà d'en Cardós, Solà de Puig Capell, la Solana, Solana del Riuferrer, Solana de Mundó i la Solaneta.

### El terme comunal
Les partides i indrets específics del terme d'Arles són l'Abadia d'en Crastes, l'Abadia d'en Romeu, l'Abeurador del Cavall d'en Rotllan, els Aiguals, els Aiguals de la Clota, l'Alzina Rodona, els Barbols, les Basteres, la Batllia d'Amunt, la Batllia d'Avall, el Bernadó, el Boix, abans Freixà, el Boix del Freixe, la Brossera del Riuferrer, el Calciner, el Campàs, el Camp de l'Abat, el Camp de l'Almoina, el Camp de la Teuleria, el Camp del Falguer, el Camp del Perer, el Camp del Pi, el Camp del Rei, el Camp del Rei d'en Blanquer, el Camp dels Castanyers, el Camp d'en Galí, el Camp d'en Mortotxó, el Camp Gran, el Camp Llarg, el Canal del Pas Estret, Can Boixeda, Can Centenac, abans Ca n'Anglada, Can Comes, abans Can Blanc, Can Damer, Can Galí, Can Guillat, abans Can Torrent, Can Mixeu, Can Panna, Can Partera, Can Rigall, Can Risan, Can Sorra, abans Can Cabanes, Can Truja, Can Vila, la Casa Nova, la Casassa, la Caseta de l'Abat, la Castanyereda de la Castella, la Castanyereda del Riuferrer, la Castanyereda de n'Imbert, Codalet, la Cogullada, la Collada de Santa Engràcia, Còrrec de la Botella, el Cortal, el Cortal d'en Dofiagues, Dessús la Vila, Falgars, el Falguerot, la Farga, la Fargassa, Fontanills, Font de la Garsa, Font de les Amors, la Fonteta, Gargamós, el Grau de les Bèsties, Grau Meneró, la Jaça dels Folls, la Jaça dels Porcs, la Jaça de la Mistarnot, les Llaceres, el Llatzeret, la Llodriguera, el Malpàs i el Brosser, el Martinet d'en Jaumilló, el Mas de la Guàrdia, el Mas d'en Camps, el Mas d'en Draguines, el Mas d'en Ploma, el Mas d'en Tiburci, el Mas d'en Trafica, el Mas d'en Vinyes, el Mas Nou d'Eixena, el Mas Nou de Serradell, el Mas Palanca, el Molí d'Amunt, el Molí de l'Oli, el Molí d'en Biusà i de la Vila, el Molí d'en Camps, el Molinàs, el Molinot, Pas del Llop, Penjo Polls, Per Alt la Farga, o Sobre la Farga, el Pont Nou, el Porquer, el Prat del Boix, el Prat del Solà, el Prat d'en Nogueres, el Prat Gros de les Castelles, el Regatiu del Calciner, la Rià, el Ripoll, el Riuferrer, o Riu Ferrer, Rostos del Castell, Santa Creu de Quercorb, Sant Pere, els Sarraïns, la Senyoral, Serradell, les Terrades, la Teuleria, el Tinell, la Torre, el Ventós, la Vernosa, el Vinyer del Mas d'en Ploma i les Vinyes del Bosquet.
Alguns són noms ja antics, en desús, com Aiguabella, Batipalmes, el Casot d'en Blanquer, el Casot d'en Noell, el Casot d'en Tell, Castanyer, Cuguçac, els Horts, Mont Colla, la Palma, el Palol, els Perduts i Roca de l'Infern.
Hi ha uns quants topònims que es refereixen a senyals termenals: la Creu de la Boixatera de Montner, la Creu de la Serra de la Degolla, la Creu del Pic de Bau, la Creu de Sant Pere, el Gorg de les Barenes, el Palet d'en Rotllan, o el Roc del Palet d'en Rotllan, Roca Foradada, Roc Blanc d'Autilla, Roc de la Caixa, Roc de les Creus, Roc del Brosser, Roc del Mall i Roc de la Merla.

#### El Cadastre napoleònic
En el Cadastre napoleònic, del 1812, apareixen amb claredat i precisió els masos i partides del terme d'Arles. En el primer sector, dedicat a Riuferrer, la llenca de territori d'Arles que forma una falca cap al nord-oest entre Cortsaví i Montboló, consten, de nord-oest a sud-est, els Barbols, les Abadies d'en Romeu, amb el mas de les Abadies, l'Abadia d'en Crastes, la Jaça dels Folls, la Jaça dels Porcs, el Canal del Pas Estret, Falguerot, Can Cabanes, amb el mas d'aquest nom, el Bosc Negre, el Camp del Rei, el Camp del Rei d'en Blanquer, el Campàs, la Vernosa, les Llodrigueres, amb el mas homònim, el Camp Gran, la Castanyereda d'en Castella i el Prat Gros de les Castelles. Encara dins de Riuferrer, més al sud-est, cap a la zona central d'aquest sector, hi ha Ca n'Anglada, Can Blanc (tots dos amb els masos així anomenats), el Camp de l'Abat, el Prat del Solà, el Mas d'en Vinyes, la Solana del Riu Ferrer, el Molinàs, amb aquest molí, la Brossera del Riu Ferrer, la Castanyereda del Riu Ferrer, el Mas d'en Tiburci, Riuferrer, amb el mas homònim, Can Boixeda, també amb aquest mas, Can Darner, igualment amb aquest mas, les Vinyes del Bosquet, el Camp d'en Galí i un segon Molinot, on també consta l'edificació. En un tercer sector de Riuferrer, més al sud-est, consten el Llatzeret, el Bac de Puig Socarrat, Sant Pere, amb l'església de Sant Pere de Riuferrer, Can Truja, amb el mas homònim, el Bac de la Cogullada, el Cortal d'en Dugiagues, la Cogollada, Can Vila, amb el mas, el Solà de Bonabosc, també amb el mas d'aquest nom, la Castanyereda de n'Imbert, Can Lleres, el Bac de Cogollera, el Solà de Cogollera, el Puig de Cogollera, Sobre la Farga, Bernardó, també amb mas, el Pla de Bernard i Can Miquel, amb unes cabanes i el mas. En el sector més meridional de Riuferrer, ja a prop del Tec, es troben el Bac de Sant Pere, el Camp Llarg, el Solà de Puig Capella, el Vinyer del Mas d'en Ploma, el Mas d'en Ploma, amb el seu mas, el Cortal, amb l'edificació d'aquest nom, la Fonteta, la Costa de Cortsaví, el Solà d'en Cardós, el Camp de l'Abat i Grau Meneró.
El segon sector del terme d'Arles en aquest cadastre és el de les Batllies, que forma tot el sector de llevant del terme d'Arles, fronterer amb l'antic terme de Montalbà dels Banys. De nord a sud, és a dir, del Tec cap a la muntanya, es troben les partides de Penja Polls, la Calcina, amb el mas d'aquest nom i un cortal, el Camp de les Castanyes, el Pla d'en Torre, l'Alzina Rodona, el Regatiu del Calciner, el Camp de la Teuleria, el Bosc Negre, el Codalet, amb el seu mas, el Camp d'en Mortotxó, el Bosc de la Grifa, les Basteres, el Collet de les Forques i el Serrat d'en Magret. Més a l'oest, en el sector on es troben les Batllies amb l'antic terme de Fontanills, de nord a sud hi ha les partides de Santa Creu, amb l'església de la Santa Creu de Quercorb, el Camp de l'Almoina, el Mas de la Guàrdia, amb el seu mas, el Cortal d'en Rigall, amb aquesta edificació, Can Torrent, amb el seu mas, el Bac de la Coma, els Aiguals, els Aiguals de la Clota, el Pla de la Clota, Fontanills, el Malpàs i Brosser, la Senyoral, amb el seu mas, la Font de la Garsa, la Collada del Dormidor, el Pla de Dalt, el Camp del Pi, Can Torrent, el Mas Nou de Serradell, la Jaça Mistarnot, Can Guillat, la Solana del Mundó, el Clot de Dalt, la Batllia d'Amunt, el Pla d'en Cortalet, la Font de l'Amor, la Solaneta, el Mas d'en Draguines, amb el mas homònim, la Batllia d'Avall.
En el sector de Falgars, al sud del terme, en els vessants nord i nord-oest del Puig de l'Estela queden destacades les partides del Molí d'Amunt, amb aquest molí, el Sorrer del Dalmau, Can Panna, amb la masia d'aquest nom, Ventós, amb la masia homònima, la Torre, el Pla de l'Om, el Porquer, el Ripoll, amb el mas homònim, la Ria, la Fargassa, amb la masia d'aquest nom, el Clot d'en Guàrdia, amb el mas d'aquest nom, les Terrades, amb el mas de la Terrada, Falgars, amb el mas d'aquest nom, el Camp del Falguer, el Boix del Freixe, també amb el mas d'aquest nom, el Mas d'en Camps, amb aquest mas, la Casassa, també amb el mas homònim, les Llasseres, igualment amb el seu mas, el Còrrec de la Volella, el Coll del Tell, el Camp del Sarer, Gargamós, el Molí d'en Camps, amb aquest molí, el Grau de les Bestis (pronunciació local de Bèsties), amb un oratori, i el Pas del Llop, amb l'edificació d'aquest nom. Finalment, el sector de la vila d'Arles, amb les partides de la Farga d'Arles, el Martinet del Jaumilló, Dessús la Vila, el Mas Palanca, amb aquest mas, la Caseta de l'Abat, el Molí d'en Biuse i de la Vila, amb aquests dos molins, i el Molí de l'Oli, amb aquest molí. A la vila, destaquen el Barri d'Amunt, amb el carrer de la Llosa i la Placeta d'Amunt, el Pou de l'Abat Arnulf, el centre de la vila, amb la Plaça del Convent, els Valls, la Plaça, la Placeta de l'Era, els carrers de la Carnisseria, de la Vila Nova, de Sant Salvador, de Doufiague, de Françon, de l'Onella, de Lisle, el Joc de Poma, i el barri d'Avall, amb la Placeta d'Avall, els carrers dels Horts i de la Font d'Avall.

## Transport i comunicacions

### Carreteres
El terme d'Arles està travessat per dues úniques carreteres. La D115, la carretera general de la vall del Vallespir (D115, al Voló - Coll d'Ares), que enllaça tota la vall, i la D-43 (Arles - Mines de Vetera), que des d'Arles surt cap al nord-oest i mena al poble de Cortsaví en 9 quilòmetres i a les Mines de Vetera en 11 més.

### Ferrocarril
Començava a Arles la línia de ferrocarril, ara suprimida, d'Arles a Elna. El seu traçat ha estat en part aprofitat per a eixamplar la carretera general.

### Transport públic
Arles té un transport en autobús gràcies a les línies 340/341 de Le bus à 1 €, servei departamental. Cobreix el trajecte de Perpinyà a la Presta, amb set serveis els dies feiners (de dilluns a dissabte) i tres els diumenges i dies festius. També hi ha la 342, de Perpinyà a Costoja, amb tres serveis diaris els dies feiners i un de sol els dies festius.

### Els camins del terme
Alguns dels camins existents en el terme d'Arles uneixen aquest poble i terme amb els dels entorns: Camí de Batera, Camí de Cortsaví, o de les Vinyes, Camí de Falgars (de Sant Llorenç de Cerdans), Camí de la Bateria de Santa Engràcia, Camí de Montalbà, Camí de Sant Llorenç, o Camí Vell de Sant Llorenç, Camí o Ruta de Sant Marçal, Camí de Teulís, Ruta de Ceret, Ruta, abans Camí, de Cortsaví, Ruta de Prats, Ruta de Sant Llorenç, o Camí de Costoja i Travessa de Sant Llorenç a Perpinyà.
D'altres, enllacen indrets de l'interior de la comuna: Camí de Can Panna, de Can Risan, de Can Sorra al Mas de Riuferrer, de Falgars, de Fontanills, de Fontanills a Paracolls, de la Farga del Mig a la Senyoral, de la Guàrdia, de la Rià i del Ripoll, de la Senyoral, del Bonabosc, del Clot d'en Guàrdia, de les Abadies, de les Batllies a Santa Engràcia, del Molinot, del Ripoll, del Ventós i de Paracolls.

## Activitats econòmiques
L'agricultura, a Arles, es concentra sobretot a les terrasses al·luvials del Tec, on es conrea una cinquantena d'hectàrees de regadiu, on es produeixen pomes i cireres, principalment, a més d'alguns albercos, préssecs i peres, pel que fa als fruiters, i hortalisses i fruits primerencs, pel que fa a l'horta. L'activitat derivada de l'explotació del bosc, antigament important, és avui dia quasi marginal. A la zona de secà es produeixen cereals i vinya, un terç de la qual dedicada a vins de qualitat alta, de denominació d'origen controlada. Hi ha bastant ramaderia: més de 200 caps de bestiar boví, una 50 d'oví i menys de 25 de cabrum.

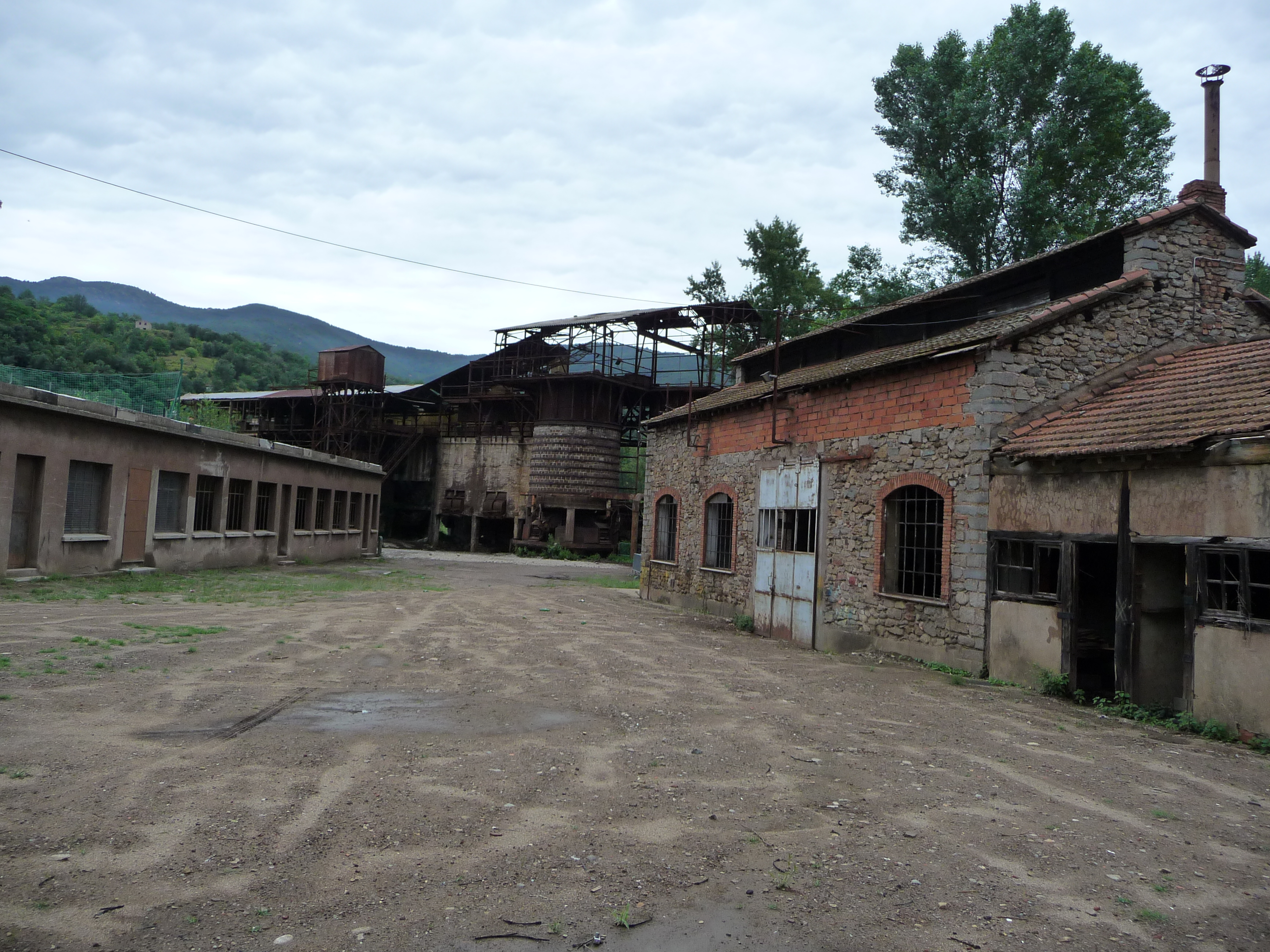
Antigues fargues d'Arles

Pel que fa a la indústria, era molt important la farga catalana d'Arles, que treballava amb el ferro de les mines del vessant sud-est del Canigó; era una activitat fonamental per al Vallespir, en els pobles on hi havia mines, per la mà d'obra que hi treballava directament, i en els de la llera del Tec, per la indústria i el comerç que se'n derivava. Fins a finals del segle XX es va mantenir encara una certa activitat a partir del mineral de ferro baixat des de Batera i la Pinosa per cable aeri. Això havia ajudat a general una certa indústria, a Arles, amb la presència de dues serralleries industrials i una fàbrica de carrosseries, a més de dos cellers i una fàbrica de galetes, anomenades aquí rosquilles, i algunes empreses dels rams del tèxtil i les arts gràfiques. L'antiga xocolateria, tanmateix, fa molts anys que és tancada.
Des de mitjan segle xix, la zona que envolta Arles (des dels Banys d'Arles fins a la Presta) s'ha caracteritzat per la presència constant de visitants forasters a la recerca dels serveix oferts en els balnearis vallespirencs. Modernament, aquesta atracció turística s'ha vist reforçada per la presència de jubilats procedents del nord (de França i de fora França), que han rehabilitat masos rònecs i cases en mal estat. Això ha fet aparèixer algunes empreses del sector de la construcció, així com ha incrementat el comerç i el sector de serveis. Cal tenir en compte que Arles és, després de Ceret, la segona vila del Vallespir.

## Demografia

### Demografia antiga
La població està expressada en nombre de focs (f) o d'habitants (h)
| 191 f | 272 f | 191 f | 186 f | 94 f | 79 f | 97 f | 176 f | 130 f | 280 f | 600 h | 1.525 h | 1.446 h | 300 f |

Font: Pélissier, 1986.

### Demografia contemporània
| Evolució de la població |       |       |       |       |       |       |       |       |
| 1793                    | 1800  | 1806  | 1821  | 1831  | 1836  | 1841  | 1846  | 1851  |
| 1.107                   | 1.126 | 1.900 | 1.697 | 2.166 | 2.225 | 2.375 | 2.421 | 2.346 |

| 1856  | 1861  | 1866  | 1872  | 1876  | 1881  | 1886  | 1891  | 1896  |
| ----- | ----- | ----- | ----- | ----- | ----- | ----- | ----- | ----- |
| 2.267 | 2.497 | 2.523 | 2.542 | 2.462 | 2.202 | 2.132 | 2.270 | 2.275 |

| 1901  | 1906  | 1911  | 1921  | 1926  | 1931  | 1936  | 1946  | 1954  |
| ----- | ----- | ----- | ----- | ----- | ----- | ----- | ----- | ----- |
| 2.386 | 2.351 | 2.403 | 2.204 | 2.526 | 2.606 | 2.666 | 2.204 | 2.192 |

| 1962  | 1968  | 1975  | 1982  | 1990  | 1999  | 2007  | 2011  | 2014  |
| ----- | ----- | ----- | ----- | ----- | ----- | ----- | ----- | ----- |
| 2.604 | 2.760 | 2.945 | 2.889 | 2.837 | 2.700 | 2.719 | 2.700 | 2.690 |

Fonts: Ldh/EHESS/Cassini fins al 1999, després INSEE a partir deL 2004

### Evolució de la població

Població 1962-2008

## Administració i política

### Batlles

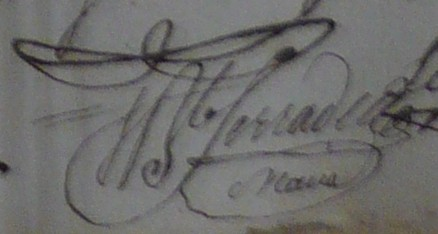
Signatura de l'alcalde Jean-Baptiste Serradell el 1815

Llista de batlles d'Arles
| Alcalde                 | Període              |
| ----------------------- | -------------------- |
| Jean-Baptiste Serradell | 1807 - 1808          |
| Abdon Desclaus          | 1808 - 1813          |
| Jean-Baptiste Serradell | 1813 - 1815          |
| Jean Galangau           | 1815 - 1827          |
| Dominique Jofre         | 1827 - 1830          |
| Jean Pujade             | 1830 - 1832          |
| Etienne Grau            | 1832 - 1835          |
| Pierre Mouchart         | 1835 - 1837          |
| Jacques Dubois          | 1837 - 1839          |
| Jean Serreclare         | 1839 - 1840          |
| François Comaills       | 1840 - 1848          |
| Etienne Douffiagues     | 1848 - 1849          |
| Joseph Boix             | 1849 - 1850          |
| Bonaventure Desclaux    | 1850 - 1851          |
| Pierre Mouchart         | 1851 - 1853          |
| Antoine Dubois          | 1853 - 1855          |
| François Comaills       | 1855 - 1859          |
| Abdon Malé              | 1859 - 1865          |
| Joseph Julia            | 1865 - 1870          |
| Jean-Baptiste Barjau    | 1870 - 1871          |
| François Moreau         | 1871- 1874           |
| Jérôme Moreau           | 1874 - 1874          |
| Joseph Julia            | 1874 - 1876          |
| Jean Arago              | 1876 - 1878          |
| Jules Boix              | 1878 - 1878          |
| Joseph Galangau         | 1878 - 1881          |
| Jean-Baptiste Barjau    | 1881 - 1888          |
| Venance Paraire         | 1888 - 1892          |
| Joseph Pallarès         | 1892 - 1908          |
| Jean Vilar              | 1908 - 1914          |
| Baptiste Pams           | 1914 - 1940          |
| Lucien Trenet           | 1941 - 1942          |
| Pierre Sola             | 1942 - 1944          |
| Baptiste Pams           | 1944 - 1967          |
| Paul Lavanga            | 1967 - 1983          |
| Marcel Charlet          | 1983 - 1989          |
| Albert Costa            | 1989 - 2001          |
| René Ala                | 2001 - 2008          |
| René Bantoure           | 2008 - Moment actual |

### Legislatura 2014 - 2020

#### Batlle
- René Bantoure.

#### Adjunts al batlle[19]
- 1r: André Xiffré
- 2a: Marie-Rose Bouisset
- 3r: Henri Bonnafous
- 4a: Marguerite Gammelin
- 5è: Pierre Bouzage
- 6a: Yannique Gruel.

#### Consellers municipals
- Bruno Quinta, conseller municipal
- Pierre Azema, conseller municipal
- Jean-Luc Poch, conseller municipal
- David Planas, conseller municipal
- Philippe Casso, conseller municipal
- Jean-Louis Duch-Solé, conseller municipal
- Henri Sala, conseller municipal
- Sébastien Raya, conseller municipal
- Maryline Pujolar, consellera municipal
- Charlotte Frigerio, consellera municipal
- Rebecca Cox, consellera municipal
- Liliane Barbes, consellera municipal
- Nicole Wolkonsky, consellera municipal delegada
- Jocelyne Ribuigent, consellera municipal delegada
- Catherine Barnedes, consellera municipal delegada.

### Adscripció cantonal

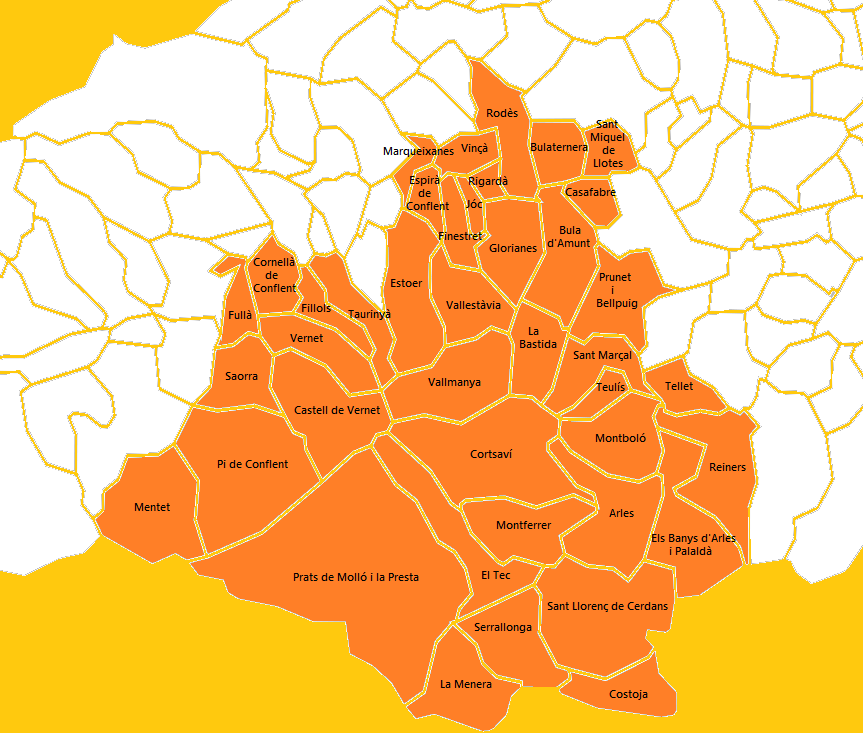
Mapa del Cantó del Canigó

A les eleccions cantonals del 2015 Arles ha estat inclosa en el cantó número 2, denominat El Canigó, amb capitalitat al poble dels Banys d'Arles, de la comuna dels Banys d'Arles i Palaldà. Està format per les viles d'Arles, Prats de Molló i la Presta, Sant Llorenç de Cerdans, del Vallespir, i Vinçà, del Rosselló, i els pobles del Conflent de Castell de Vernet, Cornellà de Conflent, Espirà de Conflent, Estoer, Fillols, Finestret, Fullà, Glorianes, Jóc, Marqueixanes, Mentet, Pi de Conflent, Rigardà, Rodès, Saorra, Taurinyà, Vallestàvia, Vallmanya i Vernet, els del Rosselló de la Bastida, Bula d'Amunt, Bulaternera, Casafabre, Prunet i Bellpuig, Sant Marçal, Sant Miquel de Llotes, Tellet i Teulís, i els del Vallespir dels Banys d'Arles i Palaldà, Cortsaví, Costoja, la Menera, Montboló, Montferrer, Reiners, Serrallonga i el Tec forma part del cantó número 2, del Canigó (nou agrupament de comunes fruit de la reestructuració cantonal feta amb motiu de les eleccions cantonals i departamentals del 2015). Són conselleres per aquest cantó Ségolène Neuville i Alexandre Reynal, tots dos del Partit Socialista francès.

### Agermanaments
- Besalú (Comarca de la Garrotxa)
- Cubelles (Comarca del Garraf)
- Pineda de Mar (Comarca del Maresme).

## Ensenyament i Cultura
A Arles hi ha una escola pública amb dos nivells, maternal i primària, així com un col·legi de secundària, tots tres dedicats a Jean Moulin. Per a continuar estudis de batxillerat, en diverses branques, hi ha el liceu públic Déodat de Séverac o el privat Beau Soleil.

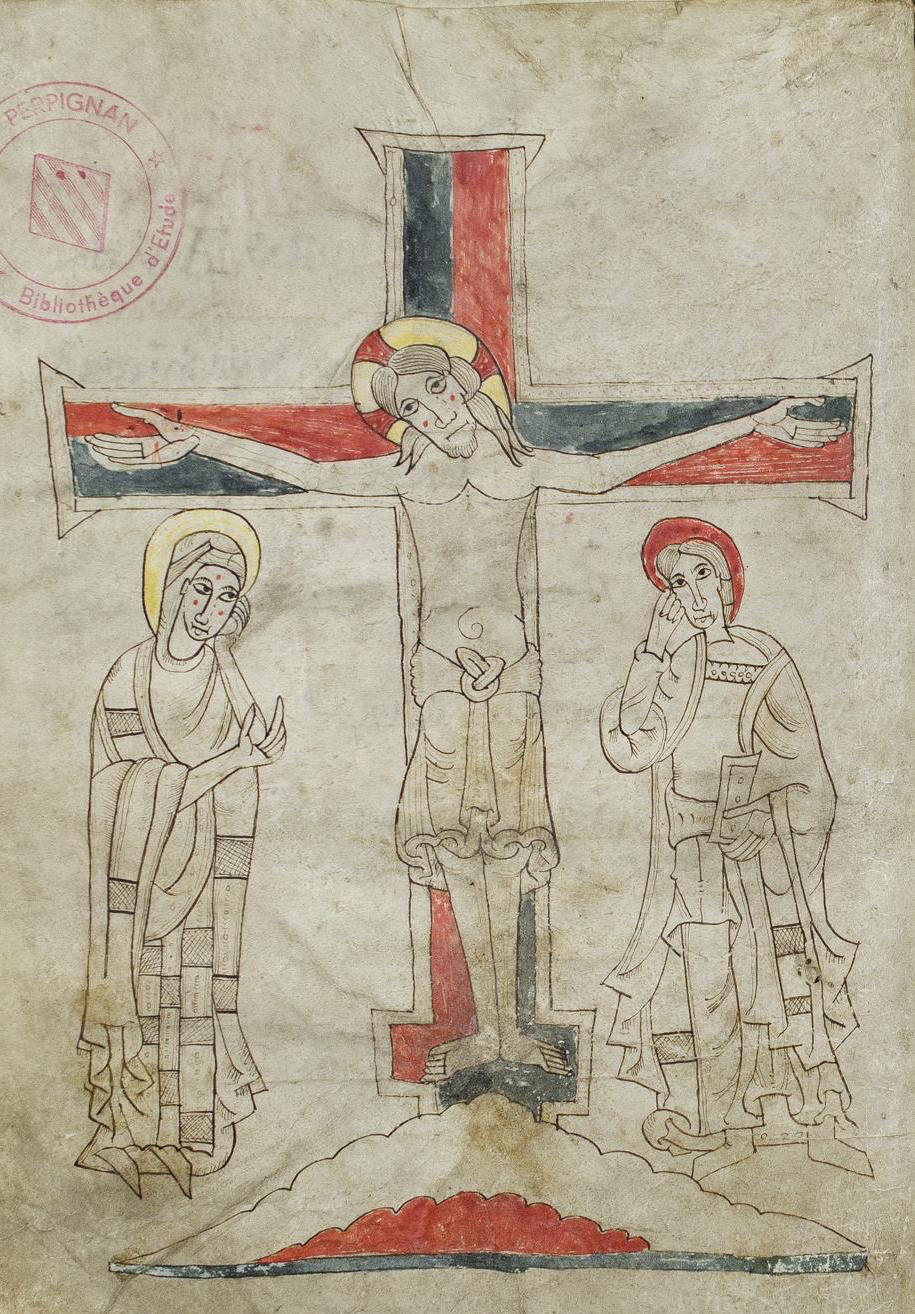
Foli 18 del Missal d'Arles

Dins de l'oferta cultural del poble cal tenir en compte sobretot el monestir de Santa Maria d'Arles, obert a les visites turístiques. Les visites al monestir són possibles cada dia, de 9 del matí a 6 de la tarda. El monestir, a més, compta amb un bon llegat documental, dins del qual destaca el Missal il·lustrat del segle xii, conservat a la Biblioteca Municipal de Perpinyà.

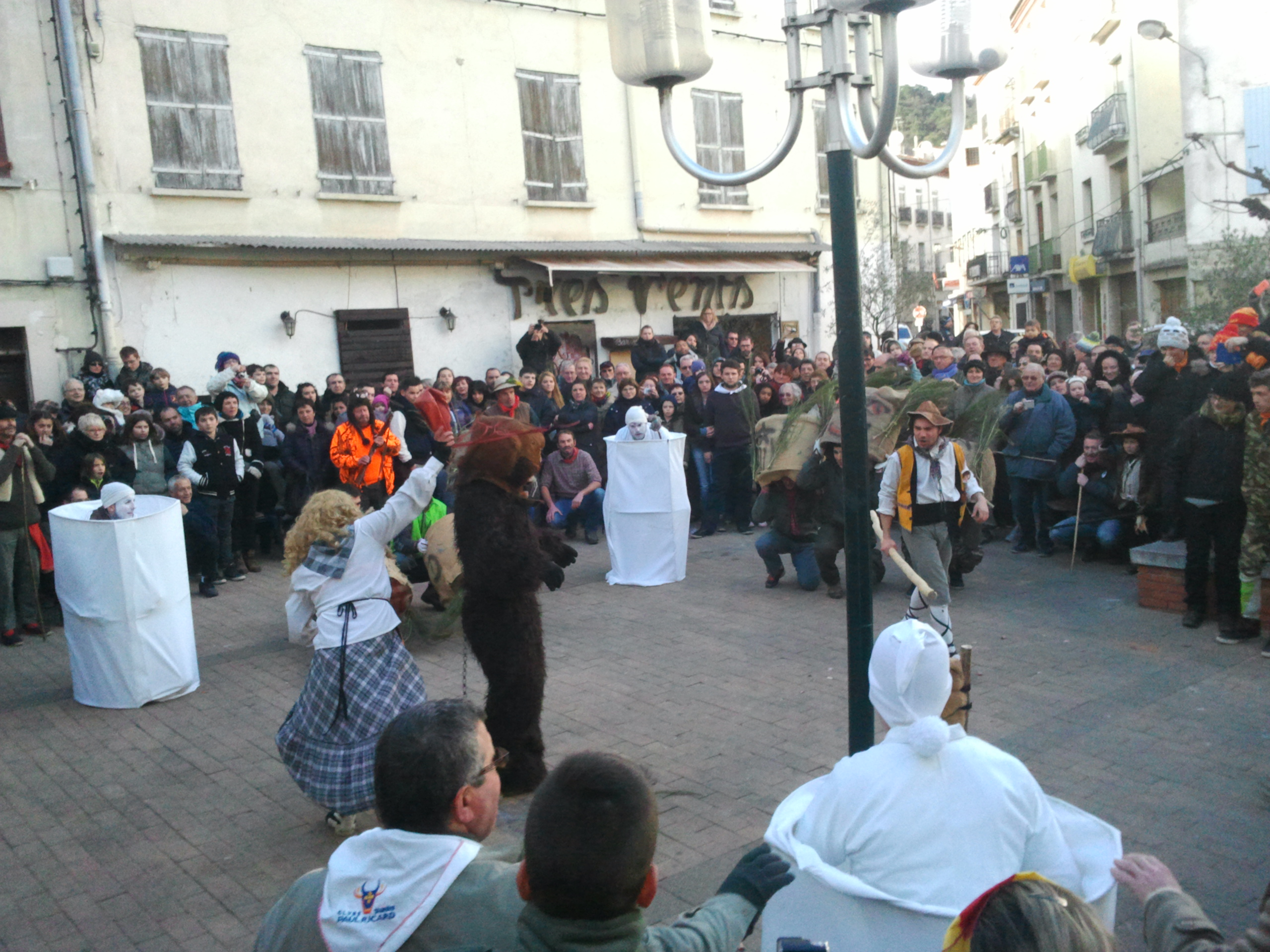
La Festa de l'Os d'Arles

Pel que fa a la Cultura Popular i Tradicional, a Arles es dona una de les tres representacions de la Festa de l'Os (les altres dues són a Prats de Molló i a Sant Llorenç de Cerdans. Totes al llarg del mes de febrer, habitualment la d'Arles és la primera de les tres. Sol ser el primer cap de setmana d'aquell mes. Es tracta d'una representació carnavalesca inspirada en la llegenda de la Bella i la Bèstia. És protagonitzada per un grup de caçadors encapçalats pel Menaire i la Roseta, i la història narra la lluita contra un os salvatge i espantós que assetja el poble. Finalment, el ferotge animal es converteix en ésser humà després de ser afaitat amb una destral enmig de la plaça Major del municipi, de manera que es recobra la normalitat a la vila.

## Llocs d'interès
- Caixa de Rotllan, dolmen declarat Monument històric.
- Abadia de Santa Maria d'Arles
- Gorges de la Fou (que no són en el terme d'Arles).

## Persones il·lustres
- Pere de Puigmarí i Funés (m. 1634), bisbe de Solsona
- René Ala (Tuïr, 1934), ambaixador de França, alcalde del 2001 al 2008
- Enric Muchart (Arles, 1873 - Banyuls de la Marenda, 1954), poeta en llengua francesa
- Christian Lacroix, dissenyador de moda contemporani.
- Gilbert Descossy, escultor
- Pierre Hermabessière, polític del segle xix.
- Francis Jordane, entrenador de bàsquet.
- Antoni Jofre, poeta en català
- Paul Pujade, polític